# Bachia barbouri
Bachia barbouri là một loài thằn lằn trong họ Gymnophthalmidae. Loài này được Burt & Burt mô tả khoa học đầu tiên năm 1931.